# إيمي كيز
إيمي كيز (بالإنجليزية: Amy Keys)‏ هي مغنية مؤلفة وملحنة ومغنية أمريكية، ولدت في 1967.

## وصلات خارجية
- إيمي كيز على موقع IMDb (الإنجليزية)
- إيمي كيز على موقع ميوزك برينز (الإنجليزية)
- إيمي كيز على موقع أول ميوزيك (الإنجليزية)
- إيمي كيز على موقع ديسكوغز (الإنجليزية)
- إيمي كيز على موقع قاعدة بيانات الفيلم (الإنجليزية)